# Théorème de Liouville (système dynamique)
Pour les articles homonymes, voir Théorème de Liouville.
Le théorème de Liouville concernant les systèmes dynamiques démontre que le nombre de configurations d'un système évolutif réversible est fixe dans le temps.
Cette caractéristique est exploitée dans les automates cellulaires. 

## Note et référence
1. ↑  (en) Joel L. Schiff, Cellular Automata, Wiley, p. 67